# جئومتری
جئومتری (انگلیسی: Geometry) شرکت خودروسازی چینی است، که در سال ۲۰۱۹ تأسیس شد.